# S/y Śmiały

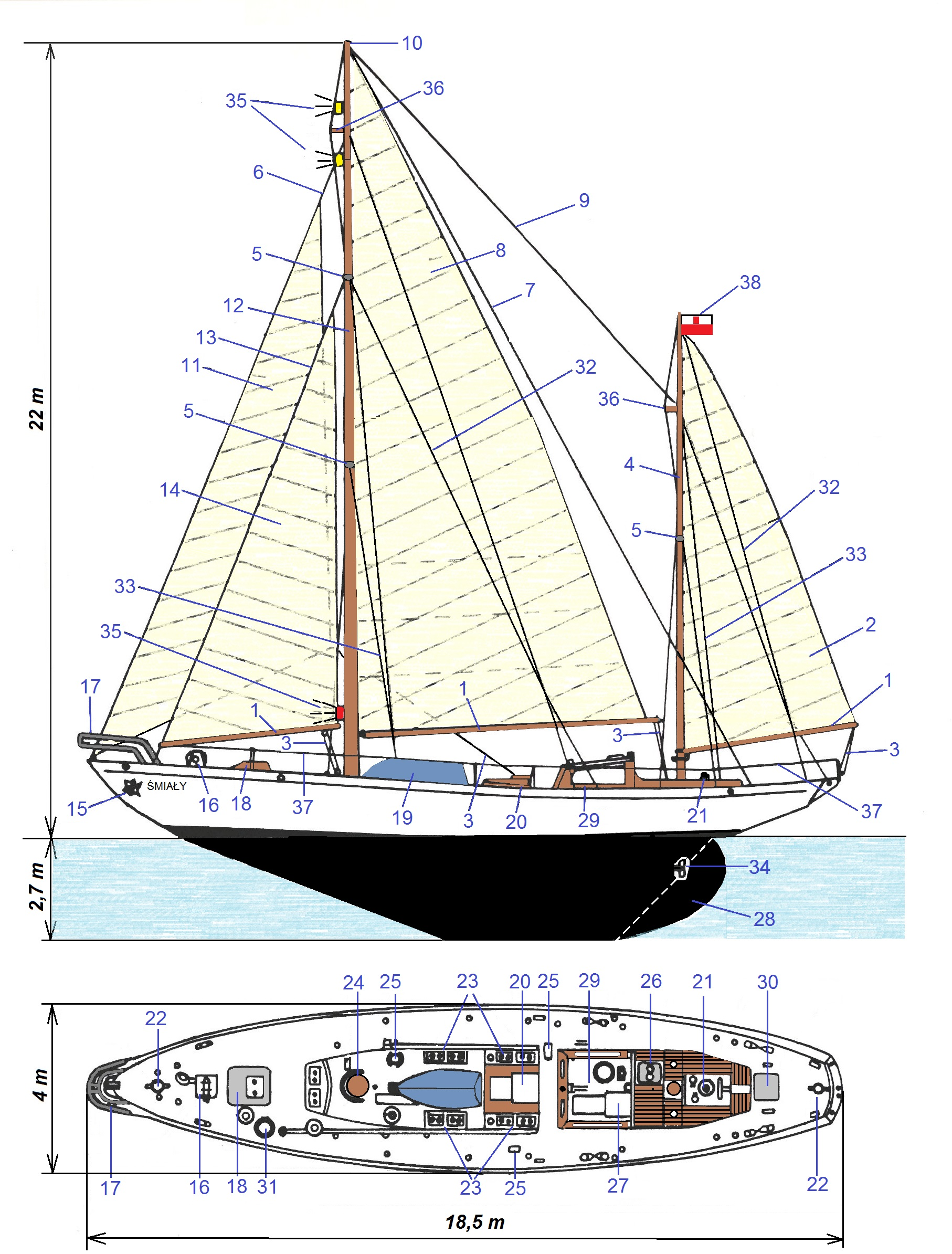
Plan jachtu Śmiały

Śmiały – polski kecz typu J-140, jacht, na którym w latach 1965–1966 zrealizowano wyprawę żeglarsko-geologiczną dookoła Ameryki Południowej (kpt. Bolesław Kowalski), a w roku 1970 – rejs wokół Islandii z zachodu na wschód (kpt. Andrzej Rościszewski).

## Historia i budowa
Jacht zbudowano w roku 1958 w Stoczni Gdańskiej dla Polskiego Związku Żeglarskiego. Projektanci – Włodzimierz Kuchta, Wojciech Samoliński, Zdzisław Pieńkawa – korzystali z przykładu niemieckiego stalowego kecza Peter von Danzing. W latach 1959–1960 wybudowano, z inicjatywy AZS, 6 takich jachtów – Joseph Conrad, Dar Opola, Jurand, Śmiały, Otago i Jan z Kolna – niekiedy nazywanych Jurandami. Kadłub został wykonany ze stali, a pokład i nadbudówki pokryto drewnem. Jacht wyposażono w dwa drewniane maszty, oraz - początkowo - w silnik typu "Puck", który był słaby w stosunku do masy kadłuba, co utrudniało manewrowanie.
W roku 1960 „Śmiały” znalazł się w Trzebieży, gdzie pływała na nim m.in. Teresa Remiszewska. W latach 70. i 80. XX w. jego opiekunami byli m.in.: Jan Słota (1975), Marek Czechowski (1976–1978), Wojciech Dulat (1980–1981), Marek Wierszałowicz (1982–1986), Bohdan Dąbrowski, Wojciech Wilk oraz Roman Józik.
Jacht był poddawany kolejnym przebudowom. Został wyposażony w silnik SW266 produkcji WSW Andrychów oraz zbiorniki paliwa o pojemności 300 litrów. Zamontowano m.in. radiostację UKF Sailor Compact, radiopławę EPIRB oraz GPS Standard Horizon Cp 300i.
W 1992 roku przeprowadzono generalny remont – zachowując wcześniejszy styl stworzono komfortowe warunki pływania, odpowiadające również turystom: wykonano zabudowę wnętrza z drewna dębowego, salon, dwie kabiny dwuosobowe i jedną trzyosobową, pełne wyposażenie hotelowe i kuchenne. Pojemność zbiorników wody wynosiła 1000 litrów.
Po remoncie „Śmiały” uczestniczył w rejsach szkoleniowych (najczęściej po Bałtyku, rzadziej po Morzu Północnym i fiordach norweskich) oraz zlotach The Tall Ships’ Races (29 rejsów w latach 1998–2012). Od 2014 nie żegluje, z braku funduszy na remont. W roku 2019 został sprzedany Fundacji Klasyczne Jachty, która zapowiedziała odbudowę i powrót jachtu na oceany
W marcu 2020 roku po raz pierwszy od wielu lat uruchomiono silnik "Śmiałego".

## Historyczne rejsy

### Rejs dookoła Ameryki Południowej (1965–1966)
Naukowo-żeglarską wyprawę jachtu „Śmiały” dookoła Ameryki Południowej zorganizowało Polskie Towarzystwo Geograficzne z inicjatywy Bronisława Siadka z redakcji czasopisma Poznaj Świat. Kapitanem był Bolesław Kowalski (PTG), pierwszym oficerem i głównym mechanikiem Jerzy Knabe. W całym rejsie uczestniczyli również Bronisław Siadek, Krzysztof Wojciechowski (UMCS, zastępca kierownika naukowego), Krzysztof Baranowski (Trybuna Ludu). W części rejsu brali udział: Tadeusz Wilgat (kierownik naukowy), Mieczysław Kluge (PTG), Tomasz Romer (I oficer i lekarz wyprawy; w innych źródłach wymieniany, prawdopodobnie omyłkowo, jako Tadeusz Romer) oraz Ludomir Mączka, który płynął od Buenos Aires do Szczecina, jako II oficer i bosman.
Od 29 lipca 1965 r. do 30 października 1966 r. przepłynięto przez 3 morza i 2 oceany, w tym przez Kanał Kiloński, Anglię, Wyspy Kanaryjskie, Cieśninę Magellana, kanały Patagonii, Kanał Panamski i ponownie przez wody Europy. Długość trasy wyniosła 22 841 Mm. Odwiedzono 31 portów w Argentynie, Chile, Peru, Panamie i na Bahamy. Załoga brała udział w realizacji programu naukowego, który obejmował m.in. pobieranie próbek wody w strefie nerytycznej oraz planktonu morskiego, badania bilansu energii promieniowania słonecznego w różnych strefach klimatycznych, badania z dziedziny medycyny morskiej (m.in. wyziębianie się ciała ludzkiego w różnych warunkach pogodowych, np. przeprowadzanie testów Cramptona). Pomiary lądowe – głównie z zakresu wulkanologii, geomorfologii, geologii, glacjologii i hydrologii – wykonywano w 16 punktach trasy, m.in. w Andach, na ewaporatach pustyni Atakama, rafach koralowych i lodowcach Patagonii.

### Rejs wokół Islandii i na Spitsbergen (1970 i 1972)
W okresie od 10 czerwca do 30 lipca 1970 r. „Śmiały” odbył rejs dookoła Islandii (4 122 Mm). Portem początkowym i końcowym było Świnoujście (na trasie znalazły się Wyspy Owcze). Było to pierwsze polskie opłynięcie Islandii z zachodu na wschód (pierwszego w historii światowego żeglarstwa opłynięcia Islandii, lecz w przeciwnym kierunku, dokonał w roku 1968 polski jacht „Euros”, dowodzony przez kpt. Wojciecha Orszuloka). W wyprawie uczestniczyła 9-osobowa załoga pod dowództwem kpt. Andrzeja Rościszewskiego, który otrzymał nagrodę „Rejs Roku 1970” oraz pierwszy „Srebrny Sekstant”.
Andrzej Rościszewski otrzymał honorowe wyróżnienie tej nagrody również za dokonanie żeglarskie z roku 1972, gdy prowadził SY „Śmiałego” z 10-osobową załogą na Spitsbergen. Wypłynięto w rejs 23 czerwca 1972 r. W pobliżu Norwegii (5 lipca, 64°35′N) przy wietrze 4°B nastąpiła groźna awaria, spowodowana rozklejeniem się drewna grotmasztu. Z niepełnym ożaglowaniem jacht dotarł do Lerwick na Szetlandach, gdzie – przy pomocy tamtejszych rybaków – prowizorycznie przedłużono maszt drzewcem spinakerbomu. „Śmiały” dotarł do kraju w miesiąc po awarii, przebywając ze złamanym masztem 1541 Mm.